# Ludwig Rödl
Ludwig Rödl (* 30. April 1907 in Nürnberg; † 23. März 1970 in Nürnberg) war ein deutscher Schachmeister.
Rödl, von Beruf Rechtsanwalt, hatte seine erfolgreichste Zeit als Schachspieler in den 1930er Jahren. Nach dem DSB-Kongress 1929 in Duisburg, als er im B-Turnier geteilter Erster wurde, gewann er 1930 den Stichkampf um den Meistertitel gegen Ludwig Engels mit 5,5 zu 2,5 Punkten in Nürnberg und Düsseldorf. Im Jahre 1931 belegte er gemeinsam mit Efim Bogoljubow im Turnier um die Deutsche Meisterschaft in Swinemünde den ersten Platz. Im anschließenden Stichkampf unterlag er Bogoljubow in Nürnberg mit 2-4 (+0 =4 −2). Im Turnier von Swinemünde 1932 wurde er Zweiter hinter Gösta Stoltz, ebenfalls Zweiter in Bad Pyrmont 1933 und Dritter in Aachen 1934. Im Jahre 1936 nahm er in München an der inoffiziellen Schacholympiade teil, er erreichte mit der deutschen Mannschaft den dritten Platz und erzielte das beste Einzelergebnis am siebten Brett.
Im Jahre 1947 gewann er in Riedenburg vor Wolfgang Unzicker und belegte in Lüneburg Platz zwei hinter Bogoljubow. Weitere Erfolge waren Platz zwei bei der Deutschen Meisterschaft in Weidenau 1947 sowie ein geteilter Platz 3 in Bad Nauheim 1948. 1953 verlieh ihm der Weltschachbund FIDE den Titel Internationaler Meister.
Rödl war ein besonderer Kenner der Endspiele, über die er auch wertvolle Literatur publizierte. Der Schachklub Noris-Tarrasch 1873 ernannte ihn zum Ehrenmitglied. 1970 starb er nach einem langen Gallen- und Leberleiden. Rödls höchste historische Elo-Zahl von 2616 erreichte er im Jahr 1947.

## Werke
- Ludwig Rödl: Endspiele: ein Leitfaden für die Praxis. C. Ronniger, Leipzig 1936, OCLC 6600085.